# 폴 사바티에

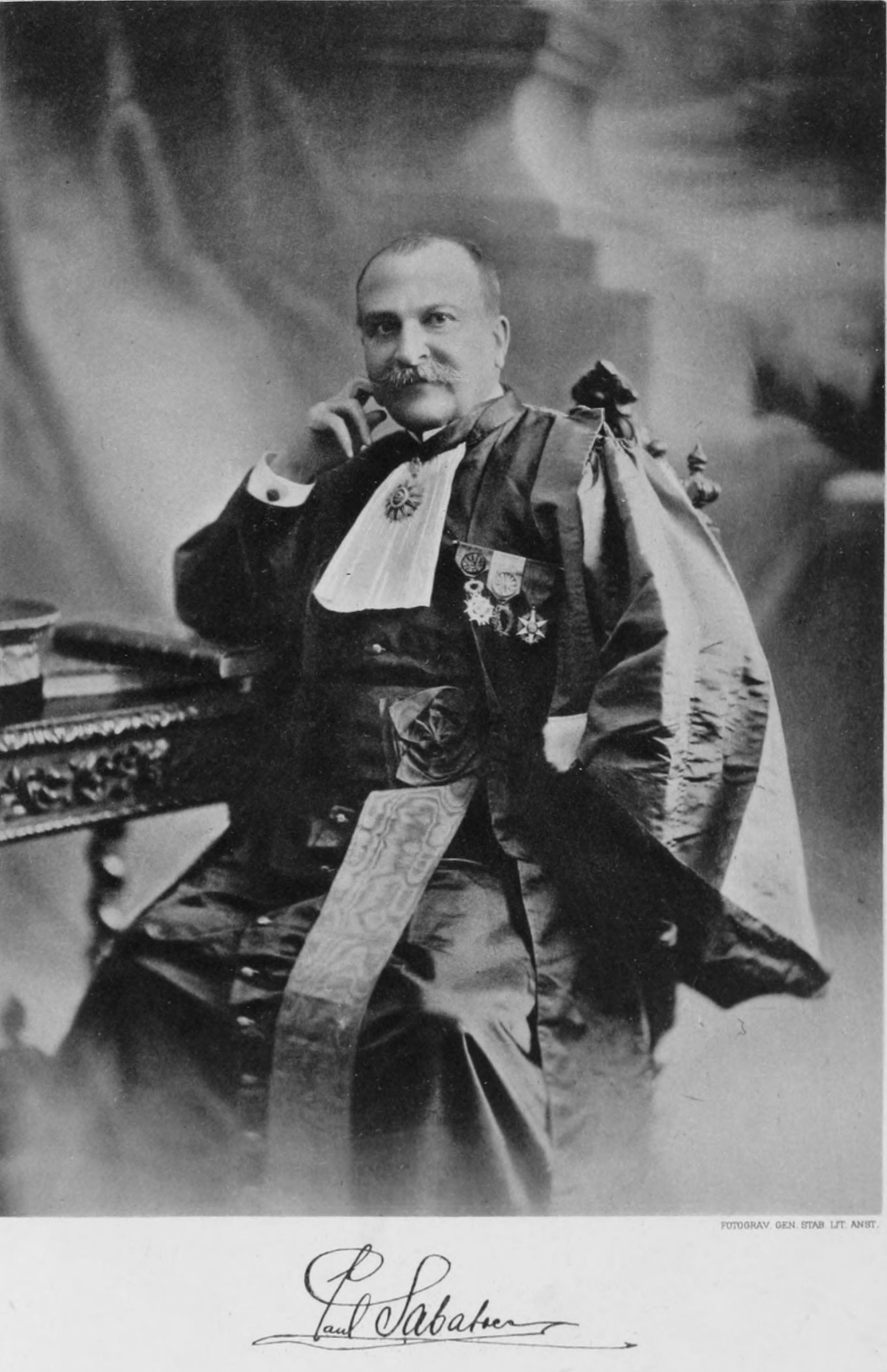
폴 사바티에 (1912년)

폴 사바티에(프랑스어: Paul Sabatier, 1854년 11월 5일 ~ 1941년 8월 14일)은 1912년에 빅토르 그리냐르와 함께 노벨 화학상을 공동 수상한 프랑스의 유기화학자이다.

## 생애
그는 1854년 11월 5일에 카르카손에서 태어났다. 1880년에 콜레주 드 프랑스에서 베르텔로의 조수로 일하며 박사 학위를 받았다. 보르도 대학교에서 1년간 있다가 1882년부터 1930년 은퇴할 때까지 툴루즈 대학교에서 교수와 학장을 지냈다. 유기화학에서 니켈, 코발트, 구리, 철 등의 미세한 금속 분말은 촉매로 유기화합물을 환원하는 방법으로 마가린의 주 성분, 기름의 수소화 반응, 메탄올 합성 산업 및 많은 시험적 토대를 마련한 공로로 1912년 노벨 화학상을 수상했다. 그 후 1941년 8월 14일에 툴루즈에서 사망했다.